# Ikarus 250
Ikarus 250 — венгерский 12-метровый высокопольный междугородный автобус, производившийся с 1969 по 1996 год. Первый образец автобуса был изготовлен в 1967 году, а за годы производства было выпущено около 17348 экземпляров различных модификаций. В Советском Союзе Ikarus 250 стал самым популярным импортным автобусом междугородного класса. В 1968—1995 годах было поставлено 15870 экземпляров.

## Особенности конструкции

### Кузов
Кузов автобуса несущий, вагонной компоновки, сварен из труб квадратного сечения. Как показывает практика, ресурс кузова составляет 30 лет и более, у автобусов первых выпусков (Мод. .00-.09/.12-.17/.22/.44/.58) за много лет эксплуатации кузов выгибается дугой, на более поздних же автобусах, начиная с модификации .59, иногда начинает провисать задний свес. Тем не менее, деформации кузова и разрушения силовых конструкций наблюдаются только у автобусов, которые эксплуатируются очень долгое время без положенного капитального ремонта.
По бокам автобуса расположены багажные отсеки, объём каждого из двух отсеков составляет 5,3 м3 (всего — 10,6 м3). Эти отсеки открываются или вручную с помощью специальной ручки, или кнопкой на панели приборов. Автобус имеет достаточную площадь остекления, все окна держатся на резиновых уплотнителях. Передняя светотехника всех модификаций модели 250 (за исключением некоторых модификаций для рынка Венгрии) состоит из четырёх круглых фар, две с левой и две с правой стороны. В процессе эксплуатации вместо стандартной передней маски может быть установлена похожая, но всего с двумя фарами, с модели 260, либо вместо заводских фар могут быть монтированы иные, чаще всего от автомобилей ВАЗ 2105/2107. Задняя светотехника представляет собой три фонаря с левой и правой стороны. Иногда в процессе эксплуатации задняя светотехника также заменяется. Задний бампер у всех модификаций — стальной, сварной, крепится к кузову винтами. Передний бампер у ранних модификаций (до .22) аналогичен по конструкции заднему. Иногда в бампере штамповались отверстия для установки противотуманных фар. Начиная с модификации .22 устанавливался передний пластиковый бампер.
Автобусы, поставлявшиеся в СССР окрашивались по одной из типовых схем:
- Тёмно-красная юбка, белые борта и верх (до 1980 года);
- Белая юбка, тёмно-красные борта и верх (до 1980 года);
- Белая юбка, светло-красные борта, белый верх (1980-1983 год), модификация Икарус-250.58;
- Белая юбка, светло-красные борта и верх (с 1983 года; классическая), модификации Икарус-250.59 и Икарус-250.93;
- Синяя юбка, кремовые борта и верх, по борту тёмно-синяя полоса (с 1988 года); модификация Икарус-250.95;
- Светло-красная юбка, кремовые борта и верх, по борту светло-красная полоса (с 1990 года); модификация Икарус-250.95.

### Двигатели
Первые модификации автобуса оснащались горизонтальным 6-цилиндровым дизелем Rába-MAN D2156HM6U, крутящим моментом 696 Нм. Модификация 250.58 комплектовалась двигателем Rába-MAN D2356HM6U большего объёма и мощности соответственно. 250.59 также оснащался этим двигателем, но в турбированном варианте D2356HM6UT, а помимо него D2156HM6UT и D2156MT6U. Эти двигатели производились по лицензии MAN.
Это же касается модификаций 250.93 и 250.95, на которых помимо того с завода может быть установлен новый двигатель Rába D10, появившийся в линейке в конце 80-х и даже в самых маломощных версиях обладающий большей динамикой.
Двигатели позволяют автобусу двигаться с постоянной скоростью 100-120 км/ч.
Также существуют модификации с двигателем Detroit Diesel/Cummins VT350/DAF LT120.
Автопарки, не имея средств на замену нового двигателя, устанавливали знаменитый отечественный ЯМЗ-236/238 + КПП производства ЯМЗ или КАМАЗ-740 + КПП от КАМАЗа. При установке двигателя ЯМЗ необходимо было перекраивать задний моторный отсек, так как он по размерам превосходит RABA-MAN. Из-за этого в задней части салона появлялся подиум.

### Двери
Автобус имеет 2 двери — первая, с электропневмоприводом, (начиная с модификации 250.58), открывается и закрывается с помощью кнопки на панели приборов и имеет ход параллельно борту. На ранних модификациях распашная дверь открывалась вручную. Задняя дверь находится в задней части автобуса перед самым последним рядом сидений и открывается вручную нажатием рычага, в ранних модификациях вторая дверь отсутствовала. Но производились и модификации, где обе двери открывались автоматически.

### Салон
Салон автобуса Ikarus 250 хотя и далёк от отделки современных автобусов, однако особых недостатков не имеет. В салоне расположено 43—57 парных кресел с высокой спинкой.
В салоне установлены светильники плафонного типа с 8 лампами, вместо люка принудительного обдува сделано 3 люка. Отопление проведено по радиаторам под сидениями. В конце салона расположено 5 кресел.
Место водителя сделано в том же стиле, что и кресла пассажиров. На панели приборов находятся спидометр (достаточно простой, максимальная отметка — 120 км/ч), тахометр (2.8 тысяч оборотов в минуту) и несколько вспомогательных приборов (вольтметр, указатель уровня топлива), которые не оборудованы подсветкой. Рулевое управление ZF S6-90U; шестиступенчатая коробка передач. Спидометр объединён с одометром. Он может быть заменён похожей моделью спидометра, применявшейся на моделях автобусов «ROCAR DAC» и троллейбусов «ROCAR E187». Тахометр размещён в левой части панели.
Специальной двери для водителя нет. Кабину водителя от салона чаще всего отделяет неглухая перегородка, но не всегда.
В переднем проходе размещается запасное откидное место для экскурсовода или второго водителя, к оборудованию автобуса может быть добавлен микрофон и даже интерактивная доска.
Окна сплошные, отдельные, окружены специальной резиновой рамкой. Модификации до 250.58 включительно имеют четыре окна справа и пять — слева; 250.59, 250.93 и 250.95 — пять окон справа и шесть слева. Окна обычно не тонированы, хотя могут затемняться по заказу.

## Технические характеристики
| Полные технические характеристики модели Ikarus 250 | Полные технические характеристики модели Ikarus 250 |
| Общие данные                                        | Общие данные                                        |
| --------------------------------------------------- | --------------------------------------------------- |
| Класс                                               | автобус                                             |
| Назначение                                          | междугородской, экскурсионный, туристический        |
| Годы выпуска                                        | 1969—1996                                           |
| Первый опытный образец, год выпуска                 | 1967                                                |
| Конструкция                                         |                                                     |
| Длина, мм                                           | 12000                                               |
| Высота, мм                                          | 3200                                                |
| Ширина, мм                                          | 2500                                                |
| Колёсная база, мм                                   | 6330                                                |
| Дорожный просвет, мм                                | 350                                                 |
| Передний свес, мм                                   | 2460                                                |
| Задний свес, мм                                     | 3180                                                |
| Снаряжённая масса, кг                               | 11000                                               |
| Полная масса, кг                                    | 16000                                               |
| Нагрузка на переднюю ось, кг                        | 6540                                                |
| Нагрузка на заднюю ось, кг                          | 10800                                               |
| Объём топливного бака, л                            | 250                                                 |
| Количество дверей, шт.                              | 2                                                   |
| Радиус поворота, м                                  | 10,9                                                |
| Максимальный угол подъёма при полной загрузке, %    | 20                                                  |
| Салон                                               |                                                     |
| Общая пассажировместительность, чел.                | 44—57                                               |
| Объём багажных отсеков, м³                          | 2×5,3                                               |
| Масса багажа, кг                                    | 1150                                                |
| Двигатель                                           |                                                     |
| Тип двигателя                                       | дизельный                                           |
| Название                                            | Raba-D2156HM6U (Т)                                  |
| Крутящий момент, Нм                                 | 696—883                                             |
| Шум на скорости 0—20 км/ч, дБ                       | 100—120                                             |
| Шум на скорости 20—40 км/ч, дБ                      | 90                                                  |
| Шум на скорости 40—60 км/ч, дБ                      | 70                                                  |
| Шум на скорости 60—80 км/ч, дБ                      | 60                                                  |
| Шум на скорости 90—120 км/ч, дБ                     | 50                                                  |
| Скорость и движение                                 |                                                     |
| Тип коробки передач                                 | ZF S6-90U                                           |
| Количество передач, шт.                             | 6                                                   |
| Максимальная скорость, км/ч                         | 106 (120)                                           |
| Разгон 0—60 км/ч, с                                 | 22                                                  |
| Расход топлива на 100 км при 60 км/ч, л             | 26,5—40                                             |
| Тормозной путь с 60 км/ч, м                         | 36,6                                                |

## Модификации Ikarus 250
Автобус Ikarus 250 имел несколько модификаций, которые поставлялись в СССР и Россию, которые имели отличия по кузову, двигателю и облицовке.
- Ikarus 250.00, 250.04, 250.09, 250.12 — Годы выпуска: 1969—1979. Именно эти модели были самыми первыми завезены в СССР. Такие машины имели одну дверь, открывавшуюся вручную, мощность двигателя в 192 л.с. и максимальную скорость в 97 км/ч.

- Ikarus 250.22 — Годы выпуска: 1977—1980. Одно из главных внешних отличий —  впервые появился передний пластиковый бампер.
- Ikarus 250.58[9] — Годы выпуска: 1980—1983. Модификация получила шестиступенчатую коробку передач, новый двигатель D2356 мощностью в 220 л. с., максимальную скорость в 113 км/ч, автоматическую переднюю дверь и вторую открывающуюся вручную. На машинах поздних выпусков на передней двери снизу появилось окошко.
- Ikarus 250.59 — Годы выпуска: 1983—1992. Одна из самых массовых и дошедших до наших дней модификаций Ikarus 250. Основное внешнее отличие от предыдущей модификации — 6 более узких окон по левому борту после водительского окна и 5 по правому. Само водительское окно притом уменьшилось в высоте. У всех предыдущих модификаций было 5 широких окон по бортам, а в случае с 250.58 — 4 окна по левому борту, ввиду наличия второй двери. Так же, модификация получила двигатель D2156 и максимальную скорость в 120 км/ч. На машины этой модификации могли ставиться две автоматические двери.
- Ikarus 250.93 и Ikarus 250.95 — Годы выпуска: 1989—1996. Обновлённые и улучшенные модификации, трудно отличимые от 250.59 невооружённым глазом. 250.93 — упрощённая модификация, отличается от 250.59 меньшим шагом кресел и потому увеличенной вместимостью, а также отсутствием бытового блока сзади. На эти машины ставились две автоматические двери. На них можно наиболее часто встретить двигатель Rába D10, хотя наличие турбированных D2156 и D2356 тоже возможно[10].

Прочие модификации Ikarus 250:
- Ikarus 250.01, 250.05, 250.06, 250.07, 250.08, 250.49  — Годы выпуска: 1969—1971. Одни из первых модификаций для Венгрии, в СССР не поставлялись.
- Ikarus 250.13, 250.14, 250.15, 250.16, 250.20, 250.42, 250.43 — Годы выпуска: 1977—1983. Модификации для Венгрии. В отличие от предыдущих модификаций для Венгрии, появился передний пластиковый бампер.
- Ikarus 250.48 — Годы выпуска: 1992—1993. Модификация для ОАЭ.
- Ikarus 250.52 и Ikarus 250.53 — Годы выпуска: 1970—1979. Ранние модификации Ikarus 250 для ГДР и Польши.
- Ikarus 250.60 — Годы выпуска: 1970—1979. Двигатель Rába D11UT мощностью в 206 кВт.
- Ikarus 250.66 — Годы выпуска: 1986—1988. Модификация для ГДР и Венгрии. Производились с кондиционером.
- Ikarus 250.67 — Годы выпуска: 1986—1990. Модификация для ГДР.
- Ikarus 250.68[11] и Ikarus 250.69 — Годы выпуска: 1986—1990. Модификации для Венгрии[12].
- Ikarus 250.70 — Годы выпуска: 1986—1989. Наличие кондиционера. Модификация в СССР не поставлялась.
- Ikarus 250.72 — Годы выпуска: 1987—1989. Модификация для Венгрии.
- Ikarus 250.83 и Ikarus 250.87 — Годы выпуска: 1979—1982. Модификации для Венгрии и ГДР.
- Ikarus 250.98 и Ikarus 250.99 — Годы выпуска: 1990—1992. Модификации для Венгрии.
- Ikarus 250SL — опытные модификации повышенной комфортности[13][14][15][16].

## Распространение в России
В Советском Союзе Ikarus 250 стал самым популярным импортным автобусом междугородного класса. В 1968—1995 годах (с 1992 года — в Россию) поставлено 15870 экземпляров.

## В игровой и сувенирной индустрии
В начале 2013 года модельной фирмой ClassicBus представлена модель междугороднего автобуса Ikarus-250.58 в масштабе 1/43 бело-красного цвета. В компьютерной игре OMSI существуют модели модификаций 250.59, 250.93 и 250.12. Модификации на данный автобус также присутствуют в Euro Truck Simulator 2. В мобильной игре Motor Depot Model 250 является аналогом Ikarus-250.

## Галерея
- Вид спереди
- Вид сзади
- Ikarus 250.59
- Ikarus 250 и Ikarus 260.02 в Твери
- Ikarus 250 в Москве
- Ikarus 250 в Брянске (вид спереди)
- Ikarus 250 в Брянске (вид сзади)
- Ikarus 250 во Львове
- Колпаки
- Ikarus 250 с задними фонарями от ВАЗ-2105 на автостанции «Щёлкино»